# Bouchet (Drôme)
Bouchet é uma comuna francesa na região administrativa de Auvérnia-Ródano-Alpes, no departamento de Drôme. Estende-se por uma área de 11,89 km². Em 2010 a comuna tinha 1 552 habitantes (densidade: 130,5 hab./km²).